# 西宮市立瓦木中学校
西宮市立瓦木中学校（にしのみやしりつ かわらぎちゅうがっこう）は、兵庫県西宮市薬師町4-15にある公立中学校。

## 沿革
- 1958年
  - 3月28日 西宮市議会本会議において瓦木中学校設置の件議決せられる。校名の「瓦木」は旧瓦林村の「瓦」と旧高木村の「木」から名付けられた。
  - 4月1日 大西孝一初代校長に補せられる。
  - 4月9日 第1回入学式を高木小学校において行う。
  - 4月10日 北校は甲陵中学校、南校は上甲子園中学校に分かれて授業を開始する。
  - 4月20日 校地の整備を完了する。（以後この日をもって創立記念日とする。）
  - 6月16日 校章を決定する。（創案、本校教諭長尾富美子）
  - 10月14日 校歌、校旗を制定する。（校歌作詞：喜志邦三、作曲：宮原康郎）
  - 12月19日 第1期工事が竣工する。（普教12、体育倉庫、用務員室）
  - 12月23日 開校式を行う。
- 1959年
  - 3月12日 生徒会創立総会を開く。
  - 4月9日 昭和34年度文部省産業教育研究校の指定をうける。
  - 4月20日 第1回創立記念式典を行う。
- 1960年
  - 4月7日 兵庫県教育委員会、西宮市教育委員会より保健体育研究校の指定をうける。
  - 6月29日 学校給食を開始する。
  - 11月24日 文部省産業教育研究校としての中間発表を行う。
- 1961年
  - 3月3日 第4期工事が竣工する（図書館・美術室・職員室・体育館）。
  - 3月14日 第1回卒業証書授与式を行う。
  - 11月8日 文部省指定産業教育研究発表会を行う。
- 1968年
  - 2月28日 西宮市教育委員会指定研究（教育相談）発表会を行う。
- 1977年
  - 7月21日 教室冷房化工事着工。
- 1982年
  - 10月28日 文部省指定体力づくりの中間発表を行う。
  - 10月28日 文部省指定体力づくりの発表を行う。
- 1984年
  - 2月20日 体育館改築工事竣工
  - 3月1日 体育館改築工事完成式　関西フィルハーモニー演奏
- 1985年
  - 1月10日 運動場全面改修工事
- 1986年
  - 3月31日 中庭整備工事完成。
  - 11月27日 西宮市教育委員会指定研究（生徒指導）中間発表会を行う。
- 1987年
  - 11月25日 県・市教育委員会指定研究（生徒指導）本発表会を行う。
- 1989年
  - 10月1日 コンピューター室完成。
  - 11月22日 西宮市教育委員会指定研究「コンピューターを利用した授業研究」中間発表会を行う。
- 1991年
  - 11月19日 西宮市教育委員会指定研究「コンピューターを利用した授業研究」本発表会を行う。
  - 12月2日 「青少年ふれあいの賞」を生徒会が受賞する。
- 1992年
  - 11月19日 西宮市教育委員会指定研究「連帯感の育成-たしかめあう学級集団学習集団づくり-理科」中間発表を行う。
- 1994年
  - 11月15日 西宮市教育委員会指定研究「連帯感の育成」発表を行う。
- 1995年
  - 1月17日 兵庫県南部地震発生、避難所開設（最大時1600名受け入れ）、本校3名犠牲となる。
  - 3月13日 第35回卒業証書授与式を行う。（阪神大震災による屋外卒業式）
  - 4月10日 第38回入学式を行う。（阪神大震災による屋外入学式）
  - 5月21日 避難所閉鎖。
  - 7月17日 阪神大震災犠牲者慰霊碑「鳥の日時計」建立。
  - 8月22日 全国中学校総合体育大会陸上競技大会個人の部「女子3種競技A」で本校生徒優勝。
  - 9月25日 平成8年度兵庫県交通安全県民大会で本校生徒が「交通安全功労団体」として、兵庫県知事より表彰される。
  - 11月27日 「こねっとプラン」（インターネット）開設。
  - 9月20日 40周年記念校旗PTAより寄贈。
- 1998年
  - 11月28日 「青少年ふれあいの賞」を生徒会が受賞する。
- 1999年
  - 2月20日 「青少年ふれいの賞」をバスケットボール部が受賞する。
- 2000年
  - 11月22日 西宮市教育委員会研究指定発表会。
- 2001年
  - 6月22日 格技室竣工記念式典開催。
- 2002年
  - 4月8日 旧柔道室の多目的ホールへの改修工事終了。
  - 11月18日 西宮市教育委員会指定研究発表会。
- 2007年
  - 2月18日 「青少年ふれあいの賞」を生徒会が受賞する。
  - 8月26日 同窓会「燦々会」発足。
- 2008年
  - 9月 エレベーター設置
  - 10月19日 創立50周年植樹祭を行う。（燦々会・PTAより寄贈。）
  - 11月1日 創立50周年記念式典を行う。
- 2017年
  - この年度より、西宮市立樋ノ口小学校出身の生徒は全員（一部例外有り）西宮市立甲武中学校に入学するため本校が受け入れるのは高木、高木北、瓦林の3校となった。
- 2019年
  - 既存の校舎の改修と新校舎の建設のため、瓦木中学校教育環境整備事業基本計画の策定を行う。
- 2020年
  - 瓦木中学校教育環境整備事業基本計画に基づき、新校舎の調査・設計と改修する既存の校舎（第1棟・第4棟・管理棟）の改修工事を始める。
- 2021年
  - 新校舎建設のため、改修する既存の校舎のアスベストを撤去し、仮設校舎の建設を開始した。
- 2022年
  - 新校舎建設のため、教育活動の場を仮設校舎に移行し、解体する校舎（第2棟・第3棟）のアスベスト撤去と解体が行われた。
- 2024年
  - 瓦木中学校教育環境整備事業基本計画に基づき、12月に改修した既存の校舎の竣工、3学期中には新校舎の供用を開始予定。
- 2025年
  - 新校舎の建設や環境整備を含めた、瓦木中学校教育環境整備事業基本計画の事業が完了予定。

## 部活動

### 運動部
- 野球部
- 陸上競技部
- サッカー部
- バレーボール部
- バスケットボール部
- ソフトテニス部
- 卓球部
- 剣道部
- 水泳部

### 文化部
- 吹奏楽部
- 理科部
- 美術部
- 家庭科部
- 英語部

## 通学区域
以下の通学区域。
堤町、荒木町5〜22番、上之町、甲風園1丁目、甲風園2丁目、甲風園3丁目、高木東町、高木西町、北口町、長田町、伏原町、薬師町、林田町1〜8・10・11番、野間町、南昭和町3番、荒木町1〜4番、大森町1・2・13・14番、瓦林町22〜31番、熊野町5〜15番、松山町、松並町、日野町、大森町3〜12・15〜18番、瓦林町22〜31番、熊野町5〜15番、松山町、松並町、日野町、大森町3〜12・15〜18番
（西宮市立高木小学校、西宮市立高木北小学校、西宮市立瓦林小学校の全校区。同名を冠した西宮市立瓦木小学校の児童は進学してこない。）

## 著名な出身者
- 小池真理子（小説家）
- 小西博之（俳優）
- 松尾貴史（タレント）
- 成本年秀（元プロ野球選手）
- 薫（ミュージシャン、DIR EN GREYギター）
- 団長安田（お笑い芸人、安田大サーカスリーダー）
- 河崎源（西宮市議会議員）

## 通学区域が隣接している学校
- 西宮市立深津中学校
- 西宮市立平木中学校
- 西宮市立甲陵中学校
- 西宮市立甲武中学校
- 尼崎市立武庫中学校
- 尼崎市立南武庫之荘中学校